# پادماسمبهاوا
پادماسمبهاوا (انگلیسی: Padmasambhava ؛ ۱ ژانویهٔ ۰۷۱۷ – ۱ ژانویهٔ ۰۷۶۲) یا پادماسامباوا (به معنی "زادهٔ لوتوس")، همچنین شناخته شده به نام گورو رینپوچه (انگلیسی: Guru Rinpoche) یک استاد بودایی سده هشتم میلادی از شبه‌قاره هند بود.
اگر چه شخصیتی تاریخی به نام پادماسمبهاوا وجود داشته‌است، تنها اطلاعات کمی از او در کمک به ساخت اولین صومعه بودایی در سامی در تبت با دستور به تریسونگ دتسن (Trisong Detsen) موجود است، و این‌که به دلیل دسیسه‌های دربار پس از مدت کوتاهی تبت را ترک کرده‌است.

## نگارخانه

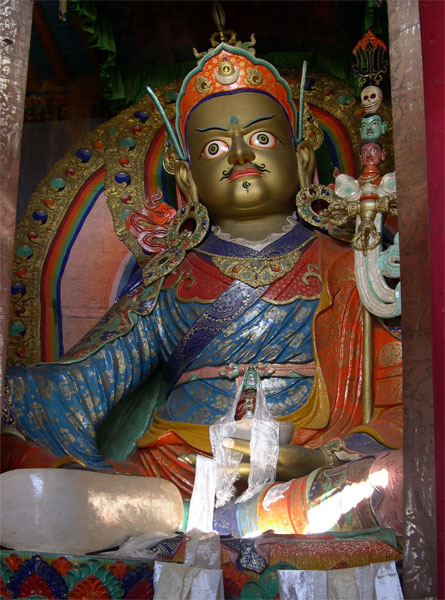
مجسمه پادماسمبهاوا در صومعه همیس، لاداخ، هند.
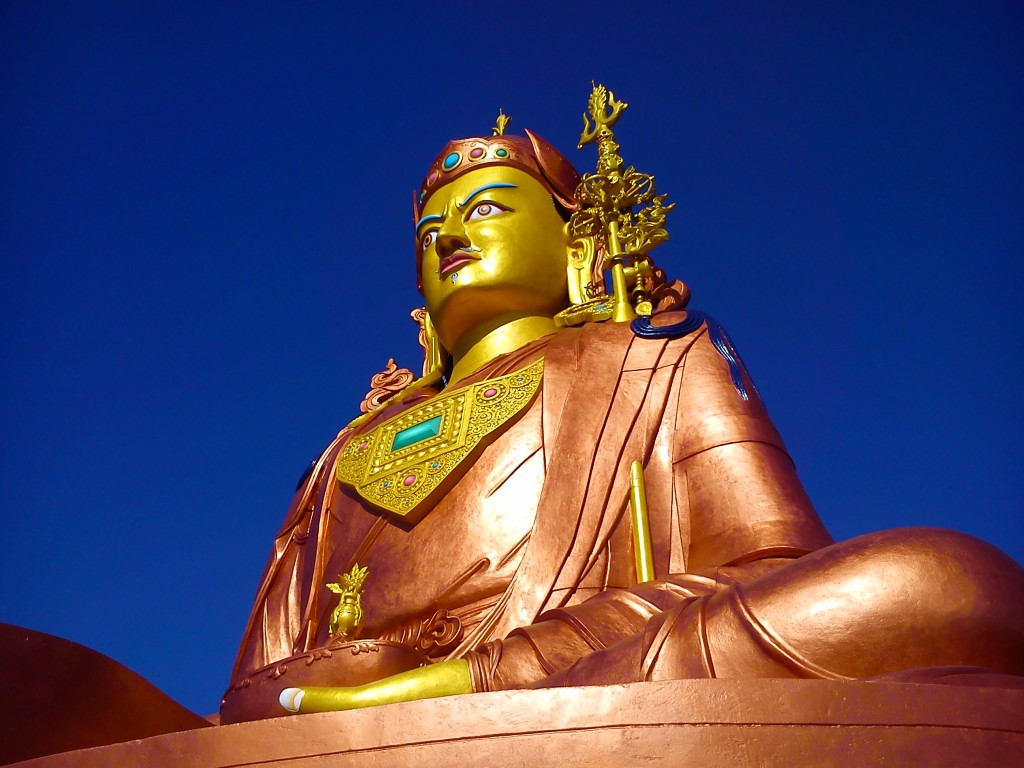
مجسمه مقدس گورو پادماسمبهاوا در سمدروپتسه، نامچی، سیکیم، هند.
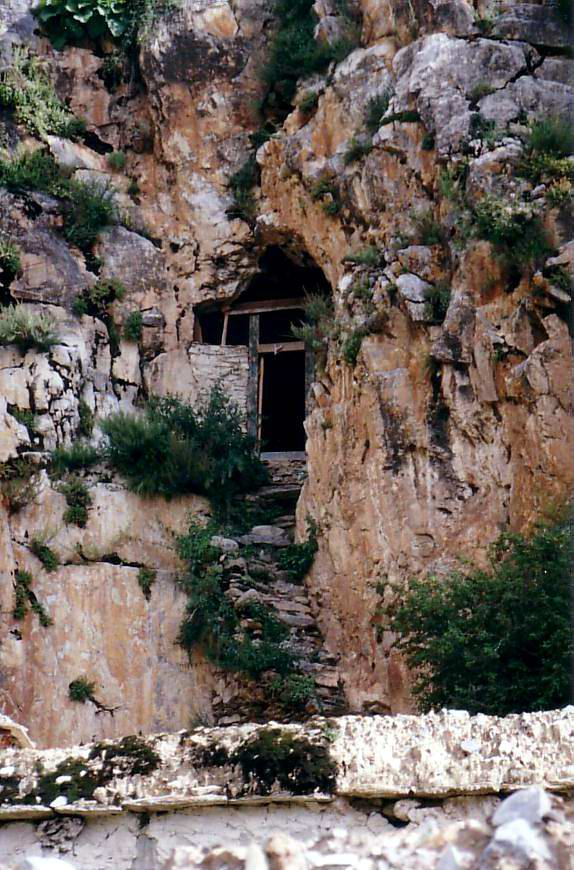
ورود به داوا پاک، غار گورو رینپوچه، پرپا، ۱۹۹۳.
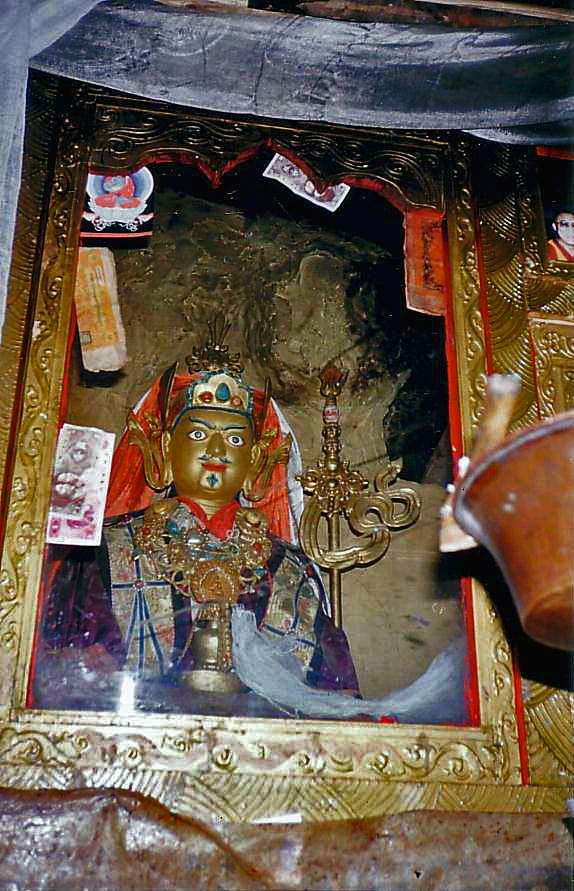
مجسمهٔ گورو رینپوچه در غار مدیتیشن خود در یرپا ، تبت
ماتریال پادماسمبهاوا در اسطوره تبتی.

## یادداشت
1. ↑  Sanskrit Padmasambhāva; الفبای تبتی: པདྨ་འབྱུང་གནས།, Wylie: pad+ma 'byung gnas (EWTS)
; Mongolian ловон Бадмажунай, lovon Badmajunai, چینی: 莲花生大士 (پین‌یین: Liánhuāshēng)